# George Edward Bonsor Saint-Martin

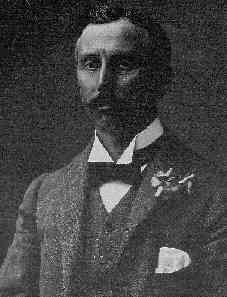
Bonsor Saint-Martin um 1900.

George Edward Bonsor Saint-Martin (spanisch: Jorge Bonsor; * 30. März 1855 in Lille; † 15. August 1930 in Mairena del Alcor) war ein britisch-spanischer Maler und Archäologe.
George Edward Bonsor Saint-Martin studierte an den Akademien von Paris, London und Brüssel Malerei. 1880 kam er nach Spanien, in dem Land sollte sich sein weiteres Leben abspielen. Kurz nach der Ankunft begann er damit, in Carmona die römische Nekropole auszugraben. Diese Arbeit währte bis 1888 und schloss die Gründung eines Museums für die Funde vor Ort mit ein. Danach wandte er sich vor allem der Frühgeschichte zu. Zu einer seiner Herausragendsten Leistungen zählte der Nachweis der Anwesenheit der Phönizier in Spanien. Das brachte ihn dazu, 1899 bis 1902 Ausgrabungen auf den Scilly-Inseln durchzuführen, die er als die Kassiteriden, die antiken Zinn-Inseln, erkannte. Weitere Grabungen führten ihn nach Baelo Claudia und auf der Suche nach dem antiken Tartessos ab 1920 nach Coto de Doñana. Bonsor Saint-Martin hatte vergleichsweise wenig zu seinen Grabungen publiziert, von Bedeutung sind vor allem sein Führer und sein Sketch-book zur Nekropole von Carmona. Wie fast alle weiteren Schriften wurden auch diese erst nach seinem Tod veröffentlicht. Obwohl kein ausgebildeter Archäologe, wurden Bonsor Saint-Martins Leistungen von der Fachwelt positiv aufgenommen und anerkannt. Er korrespondierte mit Fachleuten in Spanien, Frankreich, Großbritannien und den USA. 1892 und 1897 erhielt er den Sonderpreis bei der Verleihung des bedeutenden spanischen Archäologiepreis Premio Martorell. Zudem war er Korrespondierendes Mitglied des Archäologischen Instituts des Deutschen Reiches.